# Longomoso
 (juillet 2023).
Longomoso est une frazione de la commune de Renon dans la province autonome de Bolzano de la région Trentin-Haut-Adige.